# Sellheim River
Der Sellheim River ist ein Fluss im Osten des australischen Bundesstaates Queensland.

## Geographie

### Flusslauf
Der Fluss entspringt an den Osthängen des Peak John im Südostteil der Leichhardt Range und fließt zunächst nach Südwesten. Etwa zehn Kilometer östlich der Siedlung Hidden Valley wendet er seinen Lauf nach Nordwesten und mündet bei der Siedlung Mount McConnell in den Lake Dalrymple, und damit in den Burdekin River.

### Nebenflüsse mit Mündungshöhen
Der Sellheim River hat folgende Nebenflüsse:
- Isabella Creek – 314 m
- Limestone Creek – 224 m
- Percy Douglas Creek – 212 m
- Scrub Creek – 206 m
- Pyramid Creek – 194 m
- Two Mile Creek – 190 m
- Willie Moore Creek – 184 m
- Ant Hill Creek – 181 m
- Bell Creek – 169 m
- Rutherford Creek – 163 m

### Durchflossene Seen und Stauseen
Er durchfließt folgende Seen/Stausee/Wasserlöcher:
- Lake Dalrymple – 158 m